# Aurélien Panis
Aurélien Panis (ur. 29 października 1994 w Saint-Martin-d’Hères) – francuski kierowca wyścigowy.

## Życiorys

### Formuła 4
Panis rozpoczął karierę w jednomiejscowych samochodach wyścigowych w wieku 17 lat w 2011 roku w Francuskiej Formule 4. W ciągu 14 startów Francuz zdołał zdobyć 2 podia i wykręcił najszybszy czas w jednym wyścigu. Z dorobkiem 46 punktów ukończył sezon na 10 pozycji.

### Formuła Renault 2.0
W 2012 roku Panis rozpoczął stary w Europejskim Pucharze Formuły Renault 2.0 oraz w Alpejskiej Formule Renault. W obu tych seriach Francuz podpisał kontrakt z ekipą RC Formula. Gdy serii europejskiej Panis nie był nawet klasyfikowany, w edycji alpejskiej zdołał zdobyć 26 punktów, co mu dało 16 lokatę w klasyfikacji generalnej.
Na sezon 2013 Aurélien przedłużył kontrakt z RC Formula na starty w Europejskim Pucharze Formuły Renault 2.0 oraz Północnoeuropejskim Pucharze Formuły Renault 2.0. Z dorobkiem odpowiednio 14 i 45 punktów został sklasyfikowany odpowiednio na osiemnastej i 27 pozycji w klasyfikacji generalnej.
W sezonie 2014 Francuz rozpoczął współpracę z francuską ekipą ART Junior Team w Europejskim Pucharze Formuły Renault 2.0 oraz w Północnoeuropejskim Pucharze Formuły Renault 2.0. W edycji europejskiej w ciągu czternastu wyścigów, w których wystartował, dwukrotnie stawał na podium, w tym raz na jego najwyższym stopniu. Uzbierał łącznie 82 punkty. Dało mu to dziewiąte miejsce w końcowej klasyfikacji kierowców. W serii północnoeuropejskiej odniósł jedno zwycięstwo i dwa razy stawał na podium. Z dorobkiem 77 punktów uplasował się na dziewiętnastej pozycji w klasyfikacji generalnej.

### Formuła Renault 3.5/Formuła 3.5 V8
W roku 2015 Panis awansował do Formuły Renault 3.5. Reprezentując barwy francuskiej ekipy Tech 1 Racing, siedmiokrotnie sięgał po punkty, najlepszy wynik odnotowując w pierwszy wyścigu na torze Bugatti, gdzie dojechał na piątej lokacie. Dorobek 42 punktów sklasyfikował go na 12. miejscu.
W sezonie 2016 kontynuował starty w tej serii, która zmieniła właściciela i nazwę na Formuła 3.5 V8. Przeniósł się jednak do brytyjskiej ekipy Arden International.

## Wyniki

### Formuła Renault 3.5
| Legenda oznaczeń w tabelach wyników Wyświetl szablon na nowej stronie | Legenda oznaczeń w tabelach wyników Wyświetl szablon na nowej stronie                                                                     |
| Oznaczenie                                                            | Wyjaśnienie |
| --------------------------------------------------------------------- | --- |
| Złoty                                                                 | Zwycięzca lub mistrzostwo |
| Srebrny                                                               | 2. miejsce lub wicemistrzostwo |
| Brązowy                                                               | 3. miejsce lub II wicemistrzostwo |
| Zielony                                                               | Ukończył, punktował (w klasyfikacji generalnej, gdy zdobył co najmniej jeden punkt na przestrzeni sezonu, poza trzema powyższymi opcjami) |
| Niebieski                                                             | Ukończył, nie punktował (w klasyfikacji generalnej, gdy nie zdobył co najmniej jednego punktu na przestrzeni sezonu)                      |
| Czerwony                                                              | Nie zakwalifikował się (NZ) |
| Czerwony                                                              | Nie prekwalifikował się (NPK) |
| Różowy                                                                | Nie ukończył (NU) |
| Różowy                                                                | Niesklasyfikowany (NS) (w klasyfikacji generalnej, gdy nie został sklasyfikowany w żadnym wyścigu sezonu)                                 |
| Czarny                                                                | Zdyskwalifikowany (DK) |
| Czarny                                                                | Wykluczony (WYK/EX) |
| Biały                                                                 | Nie wystartował (NW) |
| Biały                                                                 | Kontuzjowany (K/INJ) |
| Biały                                                                 | Wyścig odwołany (OD/C) |
| Bez koloru                                                            | Został wycofany (WYC/WD) |
| Bez koloru                                                            | Nie przybył (NP/DNA) |
| Bez koloru                                                            | Nie brał udziału w treningach (NT/DNP) |
| Bez koloru                                                            | Nie został zgłoszony (–) |
| Pogrubienie                                                           | Start z pole position |
| Kursywa                                                               | Najszybsze okrążenie wyścigu |
| †                                                                     | Nie ukończył, ale jego rezultat został zaliczony ze względu na przejechanie więcej niż 90% dystansu wyścigu.                              |
| *                                                                     | Sezon w trakcie |
| 1/2/3                                                                 | Punktowana pozycja w sprincie kwalifikacyjnym                                                                                             |
| Lista systemów punktacji Formuły 1                                    | |

| Rok  | Zespół        | Wyniki w poszczególnych eliminacjach | Wyniki w poszczególnych eliminacjach | Wyniki w poszczególnych eliminacjach | Wyniki w poszczególnych eliminacjach | Wyniki w poszczególnych eliminacjach | Wyniki w poszczególnych eliminacjach | Wyniki w poszczególnych eliminacjach | Wyniki w poszczególnych eliminacjach | Wyniki w poszczególnych eliminacjach | Wyniki w poszczególnych eliminacjach | Wyniki w poszczególnych eliminacjach | Wyniki w poszczególnych eliminacjach | Wyniki w poszczególnych eliminacjach | Wyniki w poszczególnych eliminacjach | Wyniki w poszczególnych eliminacjach | Wyniki w poszczególnych eliminacjach | Wyniki w poszczególnych eliminacjach | Punkty | Pozycja |
| ---- | ------------- | ------------------------------------ | ------------------------------------ | ------------------------------------ | ------------------------------------ | ------------------------------------ | ------------------------------------ | ------------------------------------ | ------------------------------------ | ------------------------------------ | ------------------------------------ | ------------------------------------ | ------------------------------------ | ------------------------------------ | ------------------------------------ | ------------------------------------ | ------------------------------------ | ------------------------------------ | ------ | ------- |
| 2015 | Tech 1 Racing | ARA                                  | ARA                                  | MON                                  | BEL                                  | BEL                                  | HUN                                  | HUN                                  | AUT                                  | AUT                                  | UK                                   | UK                                   | DEU                                  | DEU                                  | FRA                                  | FRA                                  | JER                                  | JER                                  | 42     | 12      |
| 2015 | Tech 1 Racing | 12                                   | 13                                   | 7                                    | NU                                   | 7                                    | 7                                    | 13                                   | 8                                    | NU                                   | NU                                   | 9                                    | 14                                   | NU                                   | 5                                    | 6                                    | NU                                   | 13                                   | 42     | 12      |

### Podsumowanie
| Sezon | Seria                                         | Zespół          | Wyścigi | Zwycięstwa | PP | NO | Podium | Punkty | Pozycja |
| ----- | --------------------------------------------- | --------------- | ------- | ---------- | -- | -- | ------ | ------ | ------- |
| 2011  | Francuska Formuła 4                           | Signatech       | 14      | 0          | 0  | 1  | 2      | 46     | 10      |
| 2012  | Europejski Puchar Formuły Renault 2.0         | RC Formula      | 6       | 0          | 0  | 0  | 0      | 0      | NS      |
| 2012  | Alpejska Formuła Renault 2.0                  | RC Formula      | 11      | 0          | 0  | 0  | 0      | 26     | 16      |
| 2013  | Europejski Puchar Formuły Renault 2.0         | ART Junior Team | 14      | 0          | 0  | 0  | 0      | 14     | 18      |
| 2013  | Europejski Puchar Formuły Renault 2.0         | RC Formula      | 14      | 0          | 0  | 0  | 0      | 14     | 18      |
| 2013  | Północnoeuropejski Puchar Formuły Renault 2.0 | RC Formula      | 5       | 0          | 0  | 0  | 0      | 45     | 27      |
| 2013  | Mitjet 2L Supersport                          | Vip Challenge   | 4       | 0          | 0  | 0  | 1      | 180    | 37      |
| 2014  | Europejski Puchar Formuły Renault 2.0         | ART Junior Team | 14      | 1          | 1  | 0  | 2      | 82     | 9       |
| 2014  | Północnoeuropejski Puchar Formuły Renault 2.0 | ART Junior Team | 7       | 1          | 1  | 0  | 2      | 77     | 19      |